# Gökalp
Gökalp ist ein türkischer männlicher Vorname mit der Bedeutung „der Held mit blauen Augen“. Gökalp kommt selten auch als Familienname vor.

## Namensträger

### Vorname
- Gökalp Kılıç (* 2000), deutscher Fußballspieler
- Gökalp Özekler (* 1982), türkischer Boxer
- Gökalp Seçal (* 1985), türkischer Fußballspieler

### Künstlername
- Ziya Gökalp (1875/1876–1924), türkischer politischer Publizist, Essayist und Intellektueller